# Gryllidea
Gryllidea – infrarząd prostoskrzydłych z podrzędu długoczułkowych. Stanowi takson monofiletyczny, zajmujący pozycję bazalną w obrębie długoczułkowych. Obejmuje dwie siostrzane nadrodziny:
- Grylloidea – świerszcze
- Gryllotalpoidea.